# Верцень (Нижньосілезьке воєводство)
Верцень (пол. Wiercień, нім. Würtsch-Helle) — село в Польщі, у гміні Любін Любінського повіту Нижньосілезького воєводства.
Населення — 229 осіб (2011).
У 1975-1998 роках село належало до Легницького воєводства.

## Демографія
Демографічна структура станом на 31 березня 2011 року:
|          | Загалом | Допрацездатний вік | Працездатний вік | Постпрацездатний вік |
| -------- | ------- | ------------------ | ---------------- | -------------------- |
| Чоловіки | 110     | 25                 | 72               | 13                   |
| Жінки    | 119     | 28                 | 65               | 26                   |
| Разом    | 229     | 53                 | 137              | 39                   |